# 델린 버탠시스
델린 버탠시스(Dellin Betances, 1988년 3월 23일 ~ )는 미국의 야구 선수로, 현재 미국 메이저 리그 뉴욕 메츠의 선수이다.